# アレクサンドル・ボルコフ (バスケットボール)
アレクサンダー・ボルコフ（Alexander "Sasha" Volkov 1964年3月28日 - ） はロシアのオムスク出身の元バスケットボール選手。ソビエト連邦バスケットボール代表として1988年ソウルオリンピックで金メダルを獲得した。ポジションはパワー・フォワード。

## 所属チーム
- Builder Kiev 1982-86, 1988-89
- CSKA Moscow 1986-88
- アトランタ・ホークス 1989-92
- Panasonic Reggio Calabria 1992-93
- パナシナイコス 1993-94
- オリンピアコス 1994-95
- BC Kiev 2000-02

## ソビエト連邦代表としての成績
- 1985年 ヨーロッパ選手権（西ドイツ）金メダル
- 1986年 バスケットボール世界選手権（スペイン）銀メダル
- 1987年 ヨーロッパ選手権（ギリシャ）銀メダル
- 1988年 ソウルオリンピック金メダル
- 1989年 ヨーロッパ選手権（ユーゴスラビア）銅メダル
- 1990年 バスケットボール世界選手権（アルゼンチン）銀メダル

## その他
- 1986年のNBAドラフトで4巡目全体134位でアトランタ・ホークスから指名されていた。
- 1999年から2000年まではウクライナのスポーツ大臣に就任した。2007年6月21日ウクライナバスケットボール協会の会長に就任した。[1]